# Sveje
Sveje i Hørby Sogn (tidligere Dronninglund Herred, Nordjyllands Amt) er en gård i Vendsyssel.

## Etymologi
Gården kendes i 1445 som Sweymwlgård.

## Historie
Sveje bestod i 1682 af 3 enkeltgårde: Vester-Sveje, Mellem-Sveje og Øster-Sveje. Vester-Svejes dyrkede areal udgjorde 38,1 tønder land skyldsat til 4,21 tønder hartkorn, Mellem-Svejes dyrkede areal udgjorde 31,3 tønder land skyldsat til 3,67 tønder hartkorn og Øster-Svejes dyrkede areal udgjorde 24,6 tønder land skyldsat til 3,52 tønder hartkorn. Sveje lå nær grænsen for moræne- og yoldiafladen i Vendsyssel Den senglaciale marine flade kendetegnes på dette sted ved mange radiære vandløb, der har deres udspring i bakkelandet. Et af disse vandløb løber forbi Sveje. En gammel vejlinje har ført fra Hørby Kirke forbi Ørvad og Sveje til Volstrup Kirke og derefter til Sæby.